# Schöppingen
Schöppingen (plattdeutsch Schüöping) ist eine Gemeinde im westlichen Münsterland im Nordwesten des Bundeslands Nordrhein-Westfalen und ist eine kreisangehörige Gemeinde des Kreises Borken im Regierungsbezirk Münster.
Die Fläche des Schöppinger Gemeindegebiets beläuft sich auf 68 km², was im Verhältnis zur Einwohnerzahl recht groß ist. Mit einem Altersdurchschnitt von 34,7 Jahren gilt Schöppingen als die „jüngste“ Gemeinde des Kreises Borken.

## Geographie

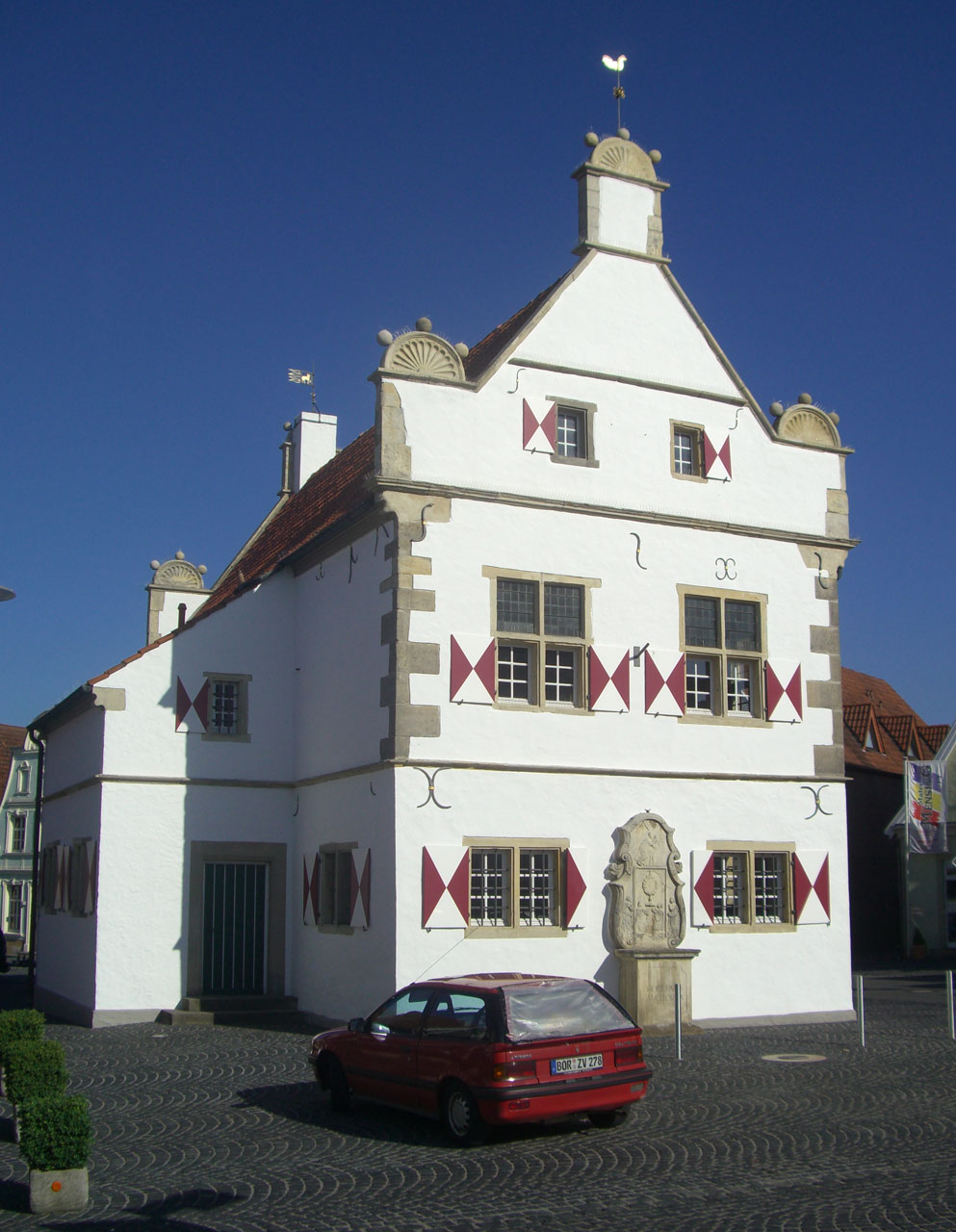
Das Alte Rathaus in Schöppingen (2010)

Die Gemeinde Schöppingen liegt im Norden des Kreises Borken. Ganz in der Nähe, am Rande der Nachbargemeinde Horstmar, am sogenannten „Dreiländereck“, treffen die drei Kreisgebiete Borken, Coesfeld und Steinfurt zusammen.
Der Ort liegt an der Vechte, einem 167 km langen Fluss, der im Ortsteil Eggerode aus dem Zusammenfluss der Bäche Burloer Bach und Rokeler Bach entsteht und zunächst nach Norden Richtung Nordhorn, dann nach Westen fließt.
Im Süden liegt der Ortsteil Tinge.
Nach Osten wird Schöppingen vom Schöppinger Berg begrenzt, einem Ausläufer der Baumberge und mit 157,6 m ü. NN die höchste Erhebung des Kreises Borken.

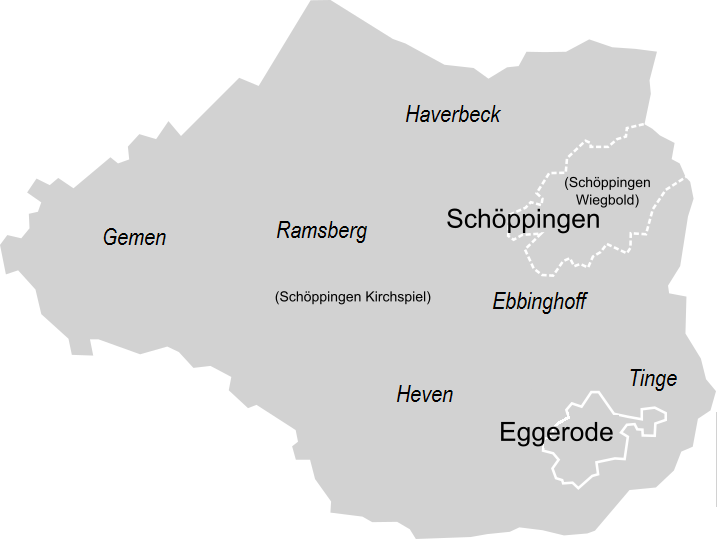
Ortschaften und Bauerschaften von Schöppingen

Am 1. Juli 1969 wurden die Gemeinden Wigbold Schöppingen, Kirchspiel Schöppingen und Eggerode zur neuen Gemeinde Schöppingen zusammengeschlossen.

## Geschichte und Wirtschaft
Ein Hinweis auf die jahrhundertealte Kulturnahme und landwirtschaftlichen Tätigkeiten sind die zahlreichen Eschfluren v. a. östlich der Vechte und am Nordrand des Osterwicker Hügellandes. Die landwirtschaftlich genutzte Fläche liegt im Vergleich zur Gesamtkatasterfläche bei 79,1 % und verdeutlicht damit den landschaftsprägenden Charakter der Landwirtschaft im Schöppinger Raum.
Dienten die ersten, durch Rodung entstandenen, landwirtschaftlich genutzten Flächen weitgehend nur der Eigenversorgung, so waren bereits im Mittelalter mit der Entwicklung größerer Siedlungen und befestigter Städte die in der Landwirtschaft produzierten Güter auch Handelswaren. Die Erweiterung der Produktion erforderte auch einen größeren Flächenbedarf – die Rodungen wurden erweitert. Eine erste Ausbauphase war die Anlage der Eschfluren einhergehend mit der Gründung der Schultenhöfe entlang der Vechte sowie Üding, Höping, Haverbeck und Gemen. Eine weitere Auflichtung erfuhr das ehemalige Waldland durch die Allmende-Nutzung bzw. die gemeinschaftliche Nutzung des Markenlandes. Bedingt durch Waldweide und Überweidung wurden die Waldbereiche weiter zurückgedrängt. Einen erneuten Ausbau der Produktionsflächen widerfuhr der mittelalterlichen Landschaft durch die am Rande der bestehenden genutzten Flur angesiedelten Kötter. In der Bauerschaft Heven standen diese Kotten ganz am Rande der Wersche. Bis zum Beginn der Industrialisierung im 19. Jahrhundert war die Landwirtschaft der Haupterwerbszweig der Landbevölkerung.
Zusammen mit den Juden aus Eggerode bildeten die jüdischen Einwohner Schöppingens seit 1856 eine selbstständige Untergemeinde im Synagogenbezirk Ahaus. Um 1815 lebten hier zwei jüdische Familien, um 1850 sechs Familien, drei davon wanderten in die USA aus. Zu Beginn der 1930er Jahre wohnte nur noch eine einzige jüdische Familie im Ort. Heute erinnern zwölf Grabsteine auf dem jüdischen Friedhof an die jüdischen Familien. Am 19. Dezember 2023 wurden vom Künstler Gunter Demnig Stolpersteine zur Erinnerung an die Opfer des Nationalsozialismus verlegt.
Auch heute noch bestimmt die Landwirtschaft das Landschaftsbild, jedoch gibt es nur noch wenige Erwerbstätige in der Landwirtschaft. 1999 wurden in Schöppingen nur 3,1 % aller sozialversicherungspflichtig Beschäftigten in der Sparte „Land- und Forstwirtschaft, Fischerei“ geführt. Das Verhältnis von Teilbeschäftigten (307) und Vollbeschäftigten (129) in der Schöppinger Landwirtschaft für das Jahr 1999 verdeutlicht die geringen und weiter rückläufigen Erwerbsmöglichkeiten in der modernen Landwirtschaft.
Bereits in den 1950er Jahren setzte in der Landwirtschaft durch Rationalisierung und Intensivierung ein Strukturwandel ein. Schöppingen wurde dadurch ein Schwerpunkt der agraren Veredelungsindustrie in Nordrhein-Westfalen. Von 213 im Jahr 1999 gezählten landwirtschaftlichen Betrieben widmeten sich 56,3 % ausschließlich der Veredlung und 19,7 % dem Futteranbau. Schöppingen wies 1999 mit 1380 Schweinen auf je 100 ha landwirtschaftlich genutzter Fläche die höchste Schweinedichte im Kreis Borken auf. Auch die Absolutzahlen spiegeln dies wider. Nach der Stadt Borken (102.223 Schweine) und der Stadt Ahaus (85.025 Schweine) hielten die Landwirte der Gemeinde Schöppingen 1999 mit 73.637 den drittgrößten Schweinebestand im Kreis Borken (Kreis Borken 2001). Die Firma Tummel in Schöppingen gehört zu den größten Schweineschlachtbetrieben Deutschlands. Mit 219.897 Hühnern nahm Schöppingen 1999 auch eine Spitzenposition in der Geflügelproduktion im Kreis Borken ein.
Der Strukturwandel in der Landwirtschaft der letzten zwanzig Jahre hat bereits landschaftsprägenden Charakter. So schrumpfte der Grünlandanteil an der landwirtschaftlichen Nutzfläche in Schöppingen von 40 % (ca. 2172 ha) im Jahr 1977 auf 9 % (490 ha) im Jahr 1999. Gleichzeitig stieg der Anteil der Ackerflächen an der landwirtschaftlich genutzten von fast 60 % (1977) auf 90 % (1999).
Der Haushalt war 2008 – wie schon in den Vorjahren – ausgeglichen. 2008 fielen jedoch etwa 1.000.000 € Zulagen des Landes weg, da die Steuereinnahmen gestiegen waren. Daher mussten ca. 220.000 € Sozialabgaben etc. mehr abgegeben werden, was dazu führte, dass 2009 ein Minus von 1.500.000 € entstand, was allerdings durch Rücklagen der letzten Jahre kompensiert werden konnte.
Die Verschuldung Schöppingens konnte im letzten Jahr um 1.300.000 € auf 1.670.000 € gesenkt werden.
Der Anteil von Sozialhilfeempfängern ist mit 2,68 % der niedrigste im Kreis Borken (Vergleich zu Gronau: > 8 %).
Entwicklung des Postwesens in Schöppingen, Heven und Eggerode

## Politik und Verwaltung

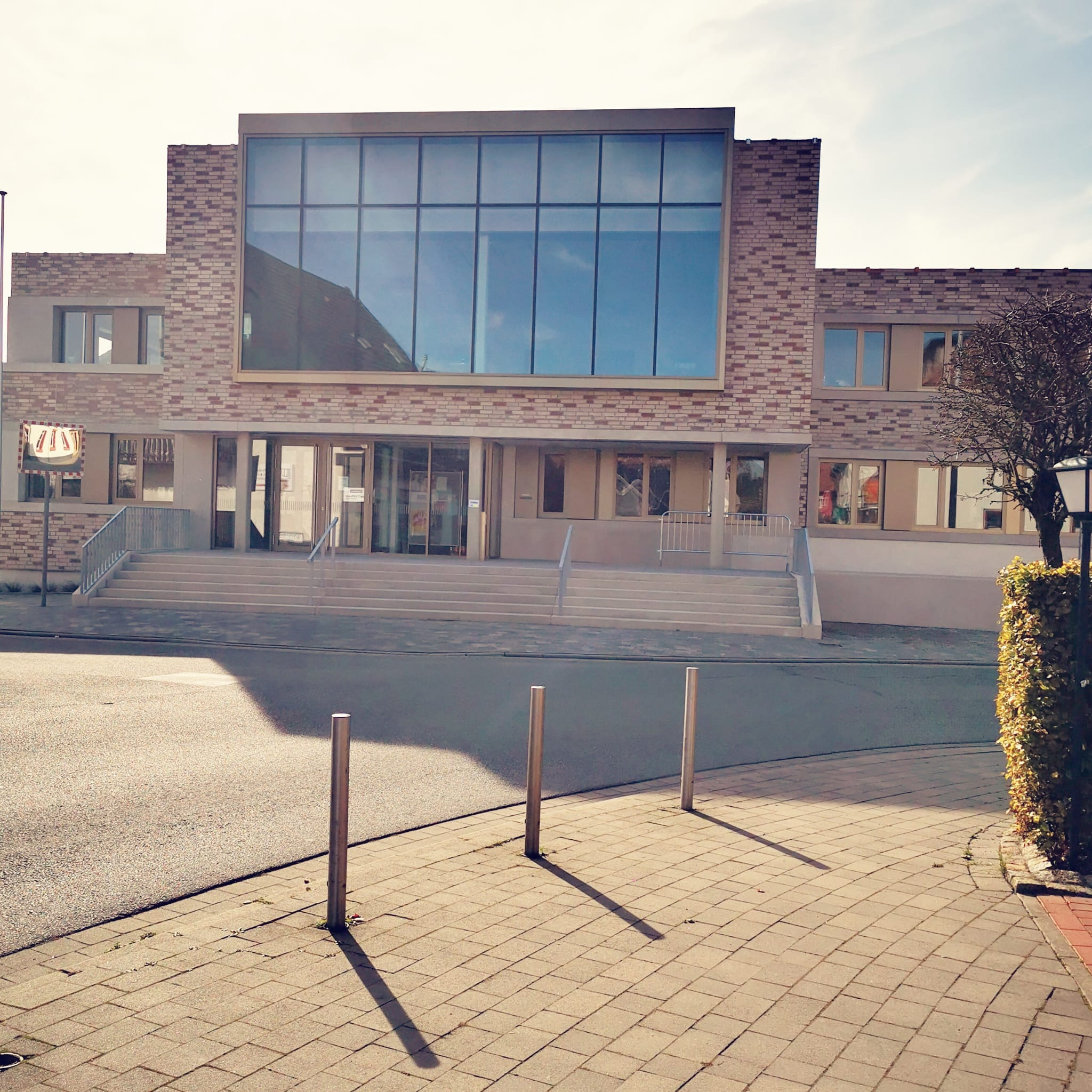
Rathaus von Schöppingen

### Gemeinderat
Ergebnisse der Wahlen zum Gemeinderat seit 2004:
| Wahljahr |             | CDU    | UWG    | Grüne  | SPD   | FDP   | Wahlbeteiligung |
| 2020     | Stimmanteil | 43,6 % | 31,1 % | 11,8 % | 9,8 % | 3,7 % | 58,3 %          |
| 2020     | Sitze       | 9      | 7      | 3      | 2     | 1     | 58,3 %          |
| 2014     | Stimmanteil | 51,8 % | 29,9 % | 7,0 %  | 9,7 % | 1,6 % | 59,0 %          |
| 2014     | Sitze       | 14     | 8      | 2      | 2     | –     | 59,0 %          |
| 2009     | Stimmanteil | 50,4 % | 28,1 % | 6,3 %  | 7,7 % | 7,6 % | 64,6 %          |
| 2009     | Sitze       | 14     | 7      | 1      | 2     | 2     | 64,6 %          |
| 2004     | Stimmanteil | 49,8 % | 38,9 % | 6,2 %  | 5,1 % | –     | 68,7 %          |
| 2004     | Sitze       | 13     | 10     | 2      | 1     | –     | 68,7 %          |

### Bürgermeister
Bei den Kommunalwahlen in NRW im Jahre 2009 wurde der amtierende parteilose Bürgermeister Josef Niehoff mit einem Stimmenanteil von 77,3 % bei einem Gegenkandidaten wiedergewählt. Er wurde bei der Bürgermeisterwahl am 13. September 2015 abgelöst durch Franz-Josef Franzbach (CDU/Wählergr.), der die Wahl mit 87,7 % der gültigen Stimmen vor Jürgen Holste (SPD) gewann.

### Gemeindepartnerschaften
Schöppingen unterhielt früher mit dem niederländischen Diepenheim eine Gemeindepartnerschaft. Der örtliche Verein Historische Vereniging Old Deep'n  unterhält weiterhin kulturelle Kontakte, darunter Kulturreisen nach Schöppingen.

## Kultur und Sehenswürdigkeiten
Sehenswürdigkeiten sind das 1583 erbaute Alte Rathaus und der Wallfahrtsort St. Mariä Geburt, Eggerode. Bemerkenswert ist auch die denkmalgeschützte Antoniuskirche.
Die Stiftung Künstlerdorf Schöppingen ist eine internationale Stipendiatenstätte für Künstler, Autoren und Komponisten. Die Stipendien werden jedes Jahr weltweit ausgeschrieben. Die Auswahl wird durch Expertenjurys getroffen.
- Kulturring Schöppingen e. V.
- Freundeskreis Schöppinger Konzerte e. V.

Die Kirchenkonzerte in der St. Brictius-Kirche und die Konzerte im Alten Rathaus gehören seit vielen Jahren zum Kulturprogramm Schöppingens. Die Kirchengemeinde St. Brictius und aktuelles forum, Volkshochschule veranstalten diese Reihe und erfreuen sich der Unterstützung der Gemeinde Schöppingen, der Sparkasse Westmünsterland, der Volksbank Gronau-Ahaus und diverser privater Spender und Förderer.
Über die Jahre wurden Konzerte veranstaltet, die wegen ihrer hohen künstlerischen Qualität weit über Schöppingens Grenzen hinaus bekannt geworden sind. Höhepunkte waren z. B. der Auftritt des Tölzer Knabenchores im Juni 2005, die Konzertlesung mit Ernesto Cardenal im März 2006 oder die Klavierabende mit Claudius und Adrian Tanski.
Der Freundeskreis hat es sich zur Aufgabe gemacht, die Freunde klassischer Konzerte regelmäßig über aktuelle Konzerte zu informieren und hilft mit, diese Konzerte zu finanzieren und die Eintrittspreise moderat zu halten. Der eingetragene Verein hat sich im Oktober 2005 konstituiert und zählt bereits rund 30 Mitglieder.

### Kapellenroute
Die Kapellenroute führt zu fünf Kapellen:
- Stockumer Kapelle (1707)
- Kapelle des Hauses Koppel (1707)
- Kapelle des Hofes Schulze Althoff (1707)
- Gnadenkapelle in Eggerode (1843/1844)
- Pestkapelle in Gemen (ca. 1650)

Sehenswürdigkeiten
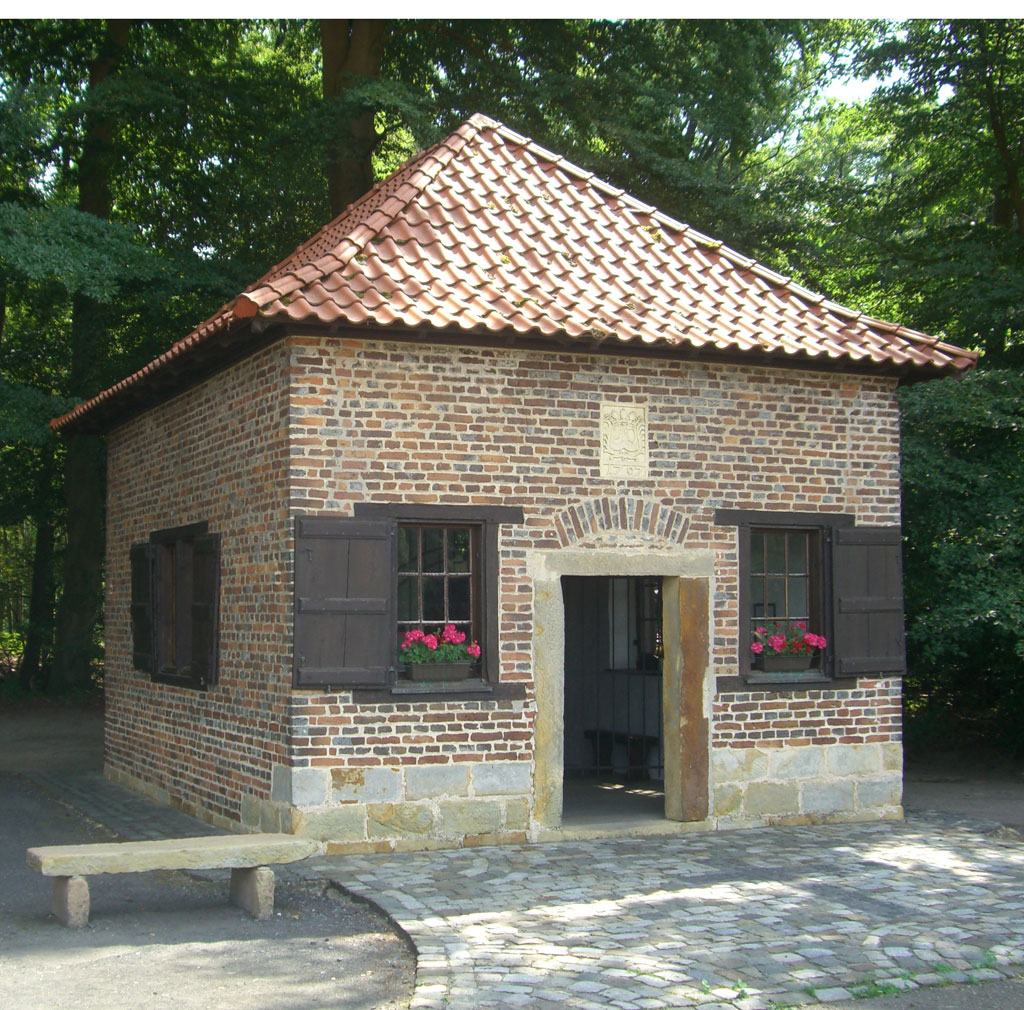
Stockumer Kapelle (Haverbeck)
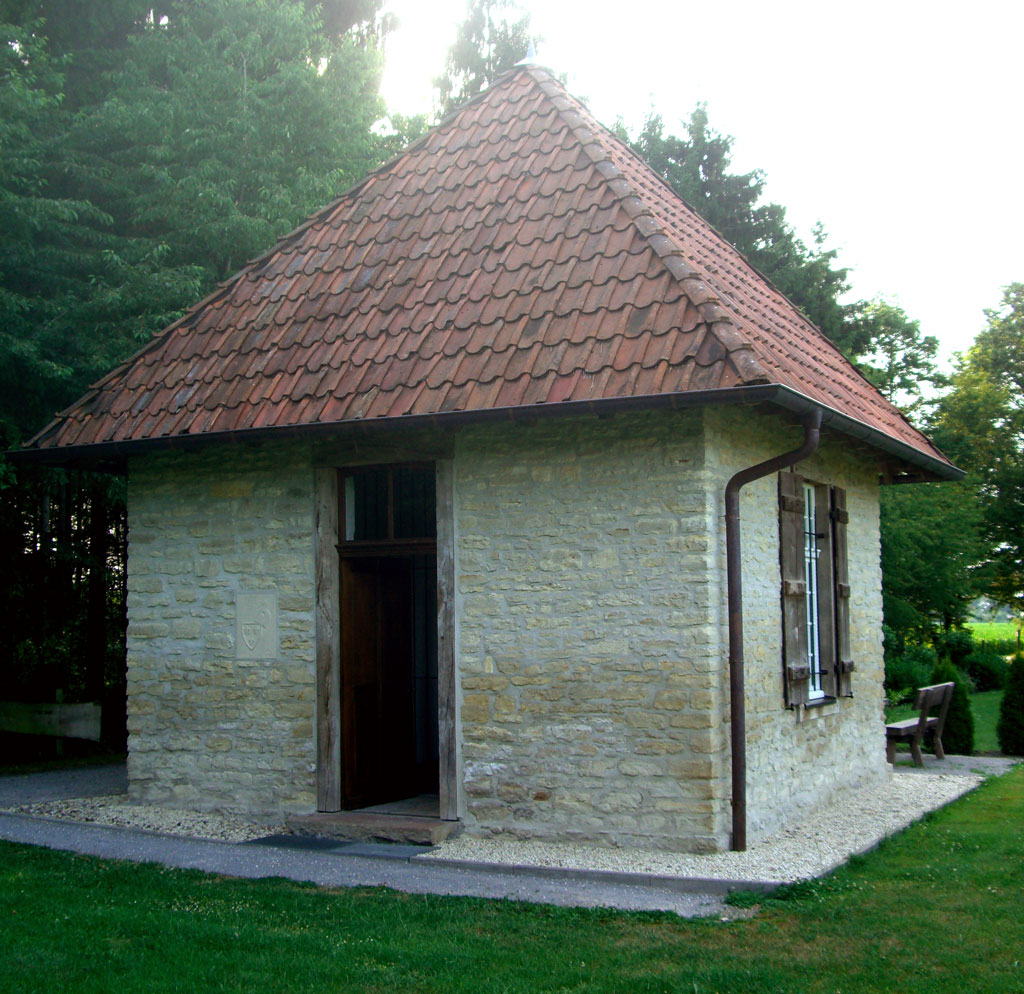
Kapelle Haus Koppel (Ramsberg)
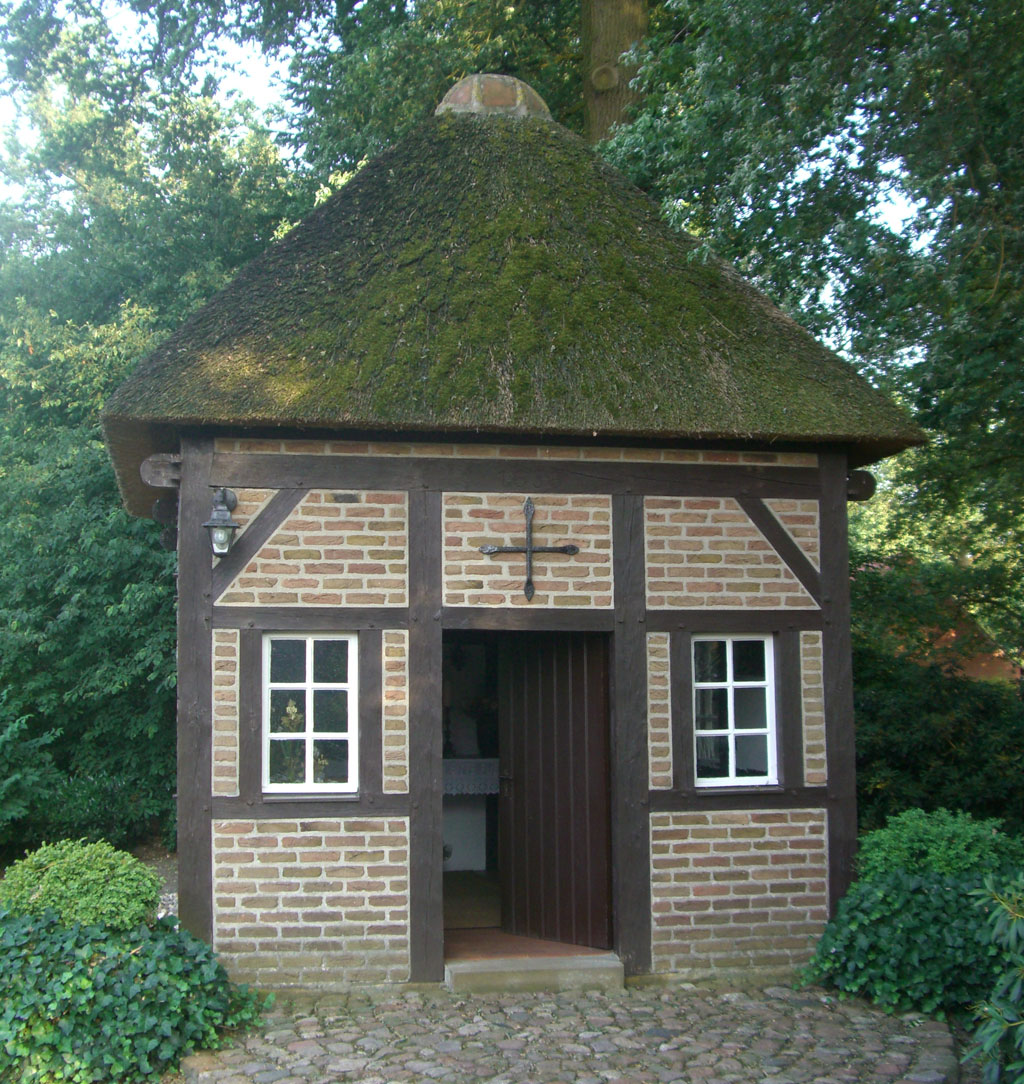
Pestkapelle (Gemen)

### Bergkapelle auf dem Schöppinger Berg

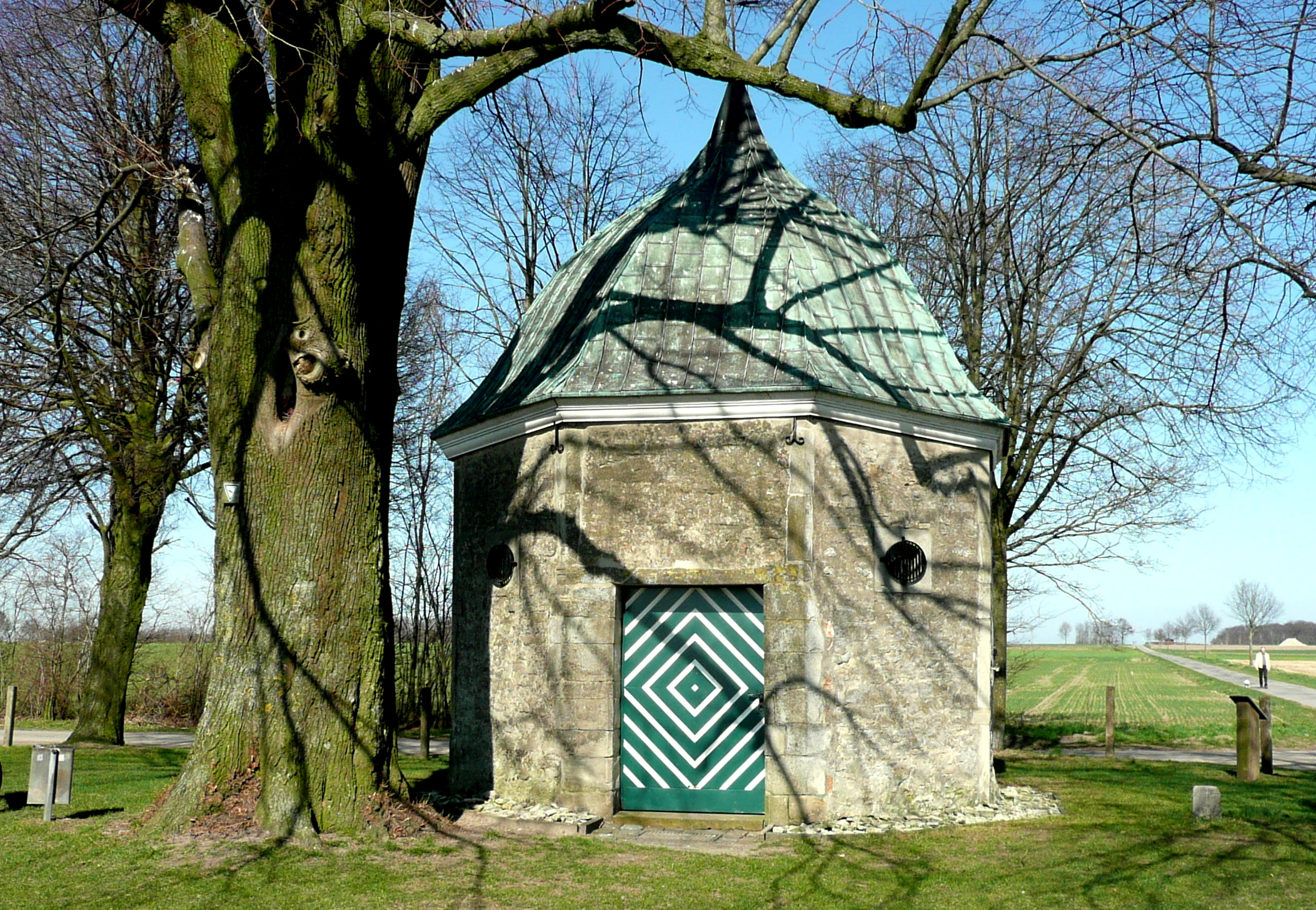
Bergkapelle Schöppinger Berg

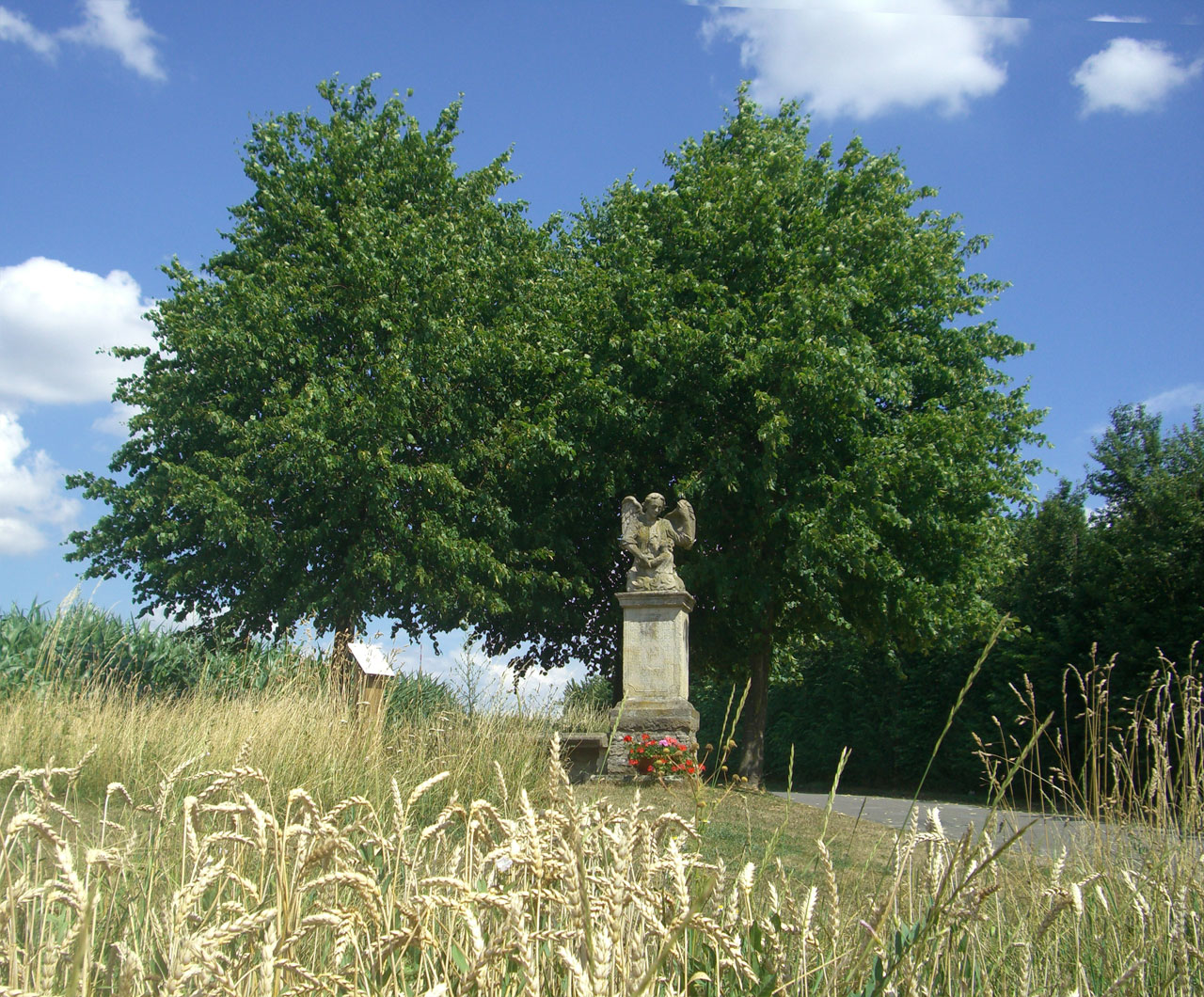
Kleiner Schutzengel auf dem Schöppinger Berg

Die Bergkapelle wurde nach 1707 errichtet, teilweise wird auch das Jahr 1718 genannt. Sie besaß einen hölzernen Vorgängerbau, der bereits als Prozessions-Station gedient hat. Die Initiative zum Neubau der Kapelle ging von dem Schöppinger Pastor Jacob Anton Volbier aus. Dieser war seit 1709 Inhaber einer Vikarie und seit 1716 Pfarrer in Schöppingen. Bereits im Jahr nach seiner Einführung begann er mit den Planungen für die Bergkapelle, die 1718 vermutlich anlässlich der Flurprozession eingeweiht werden konnte. Finanziert wurde sie durch Spenden, zwei große Kollekten und die Kirchenkasse. So befand sie sich nicht wie viele andere Kapellen im Privatbesitz. Auch äußerlich unterscheidet sie sich von diesen. Sie besitzt einen achteckigen Grundriss. Das Bruchsteinmauerwerk wird von einem glockenförmigen Dach bekrönt. Im Inneren befindet sich ein Altar, der 1720 von Albert Everding gestiftet wurde. In barocker Scheinarchitektur zeigt er eine Madonna mit Kind auf der Mondsichel, seitlich sind der hl. Joseph und der hl. Antonius von Padua dargestellt, die ebenfalls je ein Jesuskind tragen, das somit gleich dreifach vertreten ist. Dem hl. Joseph und dem hl. Antonius von Padua wurde die Kapelle geweiht.
Anlässlich der „Großen Prozession“ wurde hier Station gemacht, wobei Observanten aus Münster die Predigt hielten. Seit 1969 wurde die traditionelle „Hagelfeier“ erstmals als Bittgang zum Berg abgehalten, an den sich ein Hochamt an der Bergkapelle anschloss. 1962 wurde die Bergkapelle zum ersten, 1980 zum zweiten Mal restauriert. Hierbei engagierten sich die Mitglieder des Kirchenchores, die sich auch weiterhin um die Pflege der Kapelle verdient machen. An der Prozessionsroute liegen die Stockumer Kapelle, die Kapelle des Hauses Koppel und die Kapelle auf dem Hof Schulze Althoff. Dabei sind auch zwei weitere Kapellen zu erwähnen, die im Gemeindegebiet Schöppingen liegen – im Ortsteil Eggerode und in der Bauerschaft Gemen. Sie liegen zwar nicht an der Kapellenroute, sind aber durch einen kleinen Abstecher schnell zu erreichen und auf jeden Fall einen Besuch wert.

### Pfarrkirche St. Brictius

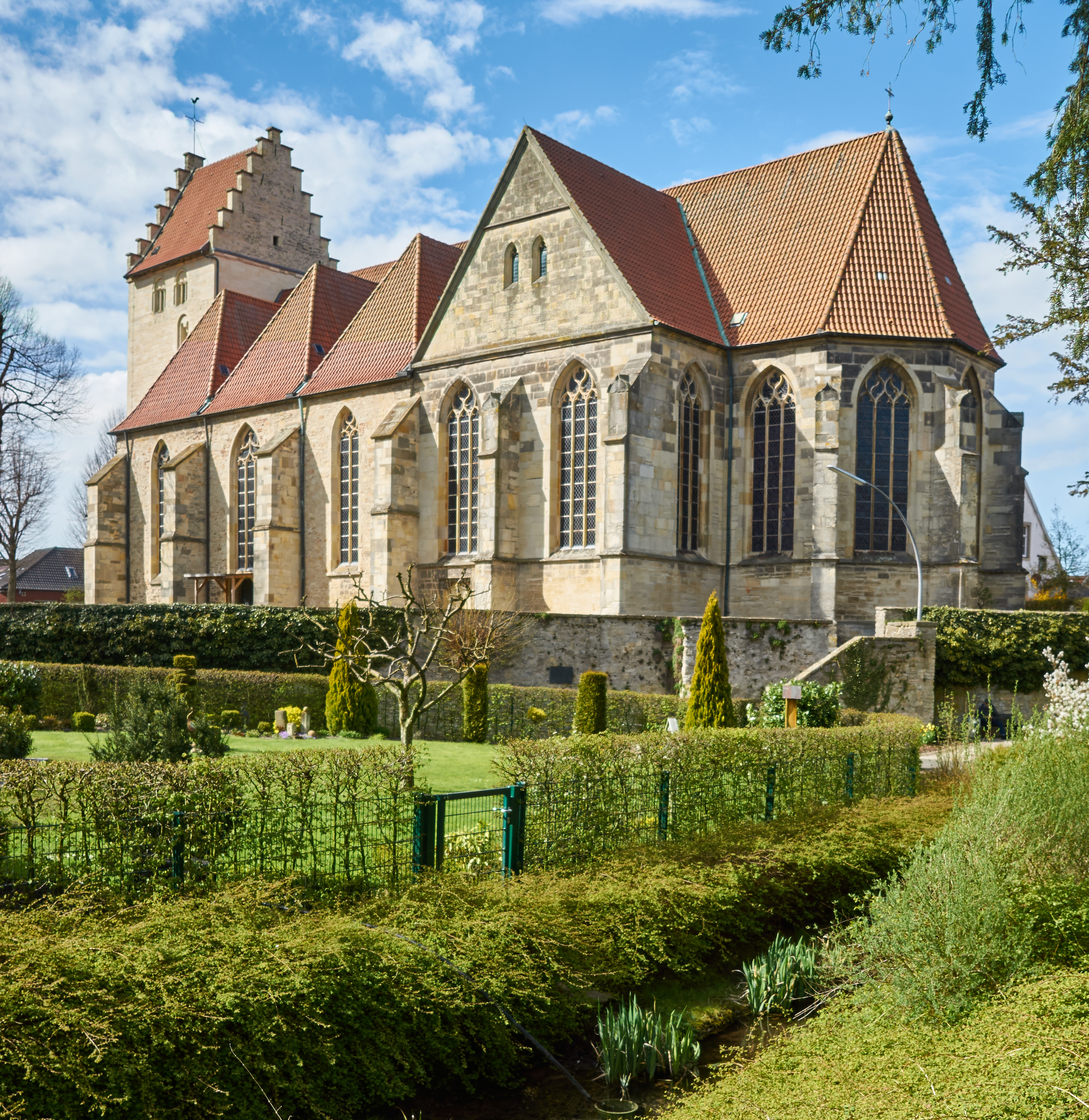
Pfarrkirche St. Brictius

Die Schöppinger Kirche St. Brictius wurde auf einer eroberten sächsischen Fliehburg erbaut, an deren Fuß eine Quelle, die „Welle“, entspringt, die Gerichtsort und vielleicht auch Kultstätte war. Die erste Kirche war circa 8 × 15 Meter groß und wahrscheinlich schon aus Stein gebaut. Als Liudger am 30. März 805 zum ersten Bischof von Münster geweiht wurde, wurde die Schöppinger Taufkirche Pfarrkirche. Zum ersten Mal wird sie in der Kaiserurkunde vom 7. Juni 838 erwähnt, in der Kaiser Ludwig der Fromme die Kirchen zu Reni (Rheine), Wateringas (Wettringen) und Stochheim im Gau Scopingus (Schöppingen) dem Kloster Herford schenkte.
Um 1100 baute man die Kirche neu. Aus dieser Zeit steht noch der mächtige Turm, der um 1230 um ein Glockengeschoss aufgestockt wurde und seine heutige Form mit zwei Treppengiebeln erhielt. Um 1390 erbaute man außerhalb der karolingischen Kirchenburg die Stadt Schöppingen mit Wall und Graben, zwei Toren und zentral gelegenem Rathaus. Die Kirche lag nun außerhalb des befestigten Ortes. In der „Münsterischen Stiftsfehde“ brannte sie am 30. April 1453 ab, bis auf den Turm und die Umfassungsmauern – Brandspuren finden sich noch heute am Turm. Die Kirche wurde als zweischiffige, gotische Hallenkirche wieder aufgebaut, wobei der Hauptaltar genau an der Stelle des alten Hauptaltars wieder seinen Platz fand. Im spanisch-niederländischen Krieg (1566–1609) und dem anschließenden Dreißigjährigen Krieg (1618–1648) ist Schöppingen stark zerstört worden. Die Kirche war verwüstet und unbrauchbar.
Ende des 19. Jahrhunderts wurde beschlossen, die Kirche abzureißen und durch eine neogotische Kirche mit 75 Meter hohem Turm zu ersetzen. Entwürfe sind im Pfarrarchiv erhalten, das Geld war schon erspart – als der Erste Weltkrieg ausbrach und den Plan glücklicherweise vereitelte. In der Inflationszeit musste man sich mit einer Erweiterung begnügen, und so wurde 1923 bis 1926 die bis dahin noch stehende nördliche Seitenwand des romanischen Vorgängerbaus abgerissen und das nördliche, sehr breite Seitenschiff an die bisherige Kirche angebaut, um möglichst viel Platz zu schaffen. Gleichzeitig gestaltete man die Kirche im Inneren völlig neu: Das Altarbild wurde in einen neuen reichgeschnitzten, bis ins Gewölbe reichenden Hochaltar eingefügt. Die bald darauf wiederentdeckten Wand- und Gewölbemalereien wurden freigelegt und restauriert.

### Haus (Schloss) Stockum
Das Haus Stockum wurde nach Plänen von Gottfried Laurenz Pictorius für die Familie von Beverförde um 1725 erbaut. Wegen starker Bauschäden ließ die Familie von Oer zu Egelborg, die Erben des Hauses Stockum, das Herrenhaus wegen Einsturzgefahr kurz nach 1800 einreißen.

### Mundarten
Neben der Amtssprache Hochdeutsch wird in Schöppingen auch häufig das „Münsterländer Platt“ oder „Schöppinger Platt“ (jede Stadt/Gemeinde hat ihren eigenen Dialekt) gesprochen.

## Öffentliche Einrichtungen
- Jugendzentrum „Haltestelle“ Schöppingen
- Sassehaus „offener Treff“ Schöppingen

### Ehemalige NATO-Stellung Schöppinger Berg
Die Stationierung einer NATO-Einheit 1963 auf dem Schöppinger Berg bescherte Schöppingen einen neuerlichen positiven Ausschlag der Bevölkerungskurve. Zeitweise wohnten über tausend NATO-Soldaten mit ihren Familien in Schöppingen. Am 1. September 1985, fast drei Jahre nach dem Beginn des kontinuierlichen Abzuges der Soldaten, hatte Schöppingen 6189 Einwohner, davon waren 877 niederländische und US-amerikanische NATO-Angehörige. 1987 wurde die NATO-Einheit endgültig aufgelöst. Der Abzug stellte vor allem einen wirtschaftlichen Einschnitt dar. Leerstehende Wohnungen und ein spürbar geringerer Umsatz im Einzelhandel sorgten nicht nur Rat und Verwaltung. Wohnungsbaugesellschaften und die Caritas ermöglichten es, innerhalb eines Jahres 92 % der leerstehenden Wohnungen an Interessenten aus dem Ruhrgebiet zu verkaufen oder zu vermieten. Jetzt ist wieder Betrieb in der ehem. NATO-Stellung. Funkamateure nutzen das Gelände des Feuerleitbereiches, um Antennen zu testen und an europa- und weltweiten Amateurfunkwettbewerben (Contesten) teilzunehmen.

### Spätere Nutzung des Geländes
Mit dem Fall der deutsch-deutschen Grenze 1989 wurden in der ehemaligen Kaserne DDR-Übersiedler und nachfolgend Aussiedler aus den ehemaligen Ostblock-Staaten in einer überregionalen Aufnahmestation untergebracht. Der sprunghafte aber kurzfristige Anstieg der Einwohnerzahl Schöppingens in den Jahren 1989 und 1990 dokumentiert diese historische Landmarke der Bundesrepublik (Abb. 1). Seit 1992 ist das Kasernengelände eine Aufnahmeeinrichtung des Landes Nordrhein-Westfalen für Asylbewerber. Da die Asylbewerber mit Wohnsitz in Schöppingen gemeldet sind, lassen sich somit jährliche Schwankungen der Einwohnerzahlen erklären. Auch wenn die jüngsten Einwohnerzahlen des Jahres 2002 einen Rückgang der Bevölkerung anzeigen, so verdeutlicht die Abb. 1 den allgemeinen Aufwärtstrend in der Einwohnerzahlentwicklung. Betrachtet man die prozentuale Zunahme der Einwohnerzahlen für den Zeitraum zwischen 1975 und 2000, so rangiert Schöppingen im Kreis Borken mit 67 % noch vor Raesfeld mit 66,7 %. Die durchschnittliche Zunahme im Kreis Borken beträgt für den gleichen Zeitraum 24,1 %. Diese überdurchschnittliche Zunahme erklärt sich in Schöppingen durch einen besonders hohen Zuzugsüberschuss. Hierfür verantwortlich ist nicht zuletzt die rege Erweiterung der Wohnbauflächen in den 1980er Jahren (4 Wohnbaugebiete mit 177 Bauplätzen) und 1990er Jahren (9 Wohnbaugebiete mit 288 Bauplätzen bzw. Wohneinheiten) des 20. Jahrhunderts, aber vor allem die mit eingeschlossene Wertung der zentralen Aufnahmestelle für Asylbewerber.
Zu bemerken ist jedoch, dass es eine hohe Volatilität der Bevölkerung gibt. So ist gemäß ZENSUS 2011 die Bevölkerung um 1465 Personen, mithin über 17 %, auf noch 7169 signifikant gesunken.

### Bildung
- Sekundarschule: Verbundschule Schöppingen
- Grundschule: St. Brictius-Grundschule
- Grundschule: Marien-Grundschule Eggerode
- Kindergarten: Brictius-Kindergarten Schöppingen
- Kindergarten: Nikolaus-Kindergarten Schöppingen
- Kindergarten: Marien-Kindergarten Eggerode
- Kindergarten: Antonius-Kindergarten Gemen

## Verkehr
Schöppingen wird durch folgende Buslinien angefahren:
| Linie | Verlauf | Takt                         | Betreiber                   |
| ----- | --- | ---------------------------- | --------------------------- |
| S70   | Münster (Westf) Hbf – Laer – Horstmar – Schöppingen – Heek – Ahaus – Wessum – Ottenstein – Vreden                  | 60 min (Mo–Sa), 120 min (So) | Regionalverkehr Münsterland |
| S71   | Münster (Westf) Hbf – Schöppingen                                                                                  | 60 min (Mo–Sa), 120 min (So) | Regionalverkehr Münsterland |
| N6    | Münster (Westf) Hbf – Laer – Horstmar – Schöppingen – Legden – Holtwick – Höven – Coesfeld Schulzentrum – Coesfeld | 120 min (Sa auf So)          | Regionalverkehr Münsterland |

## Sport
1982 stieg die erste Mannschaft der Fußballabteilung des ASC Schöppingen in die Oberliga Westfalen auf, die zu dieser Zeit dritthöchste deutsche Spielklasse war. Sie behauptete sich zehn Jahre lang in der Spitzengruppe. 1986 nahm die Mannschaft sogar an der Aufstiegsrunde zur 2. Fußball-Bundesliga teil und spielte 1991 um die Deutsche Amateurmeisterschaft. Ermöglicht wurde dieser sportliche Höhenflug durch die Sponsortätigkeit des Fleischereibetriebs Tummel. Nachdem die finanzielle Unterstützung ausblieb, verzichtete der ASC 1992 auf die Teilnahme in der Oberliga.

## Bauwerke
- Mobilfunkturm Schöppinger Berg
- Fernmeldeturm Schöppingen
- Windkraftanlagen Schöppinger Berg

## Persönlichkeiten
- Heinrich von Ahaus (um 1371–1439), Förderer der Brüder und Schwestern vom gemeinsamen Leben
- Brictius thom Norde (Brictius von Norden) (um 1490–1557), lutherischer Theologe und Reformator
- Bernd Krechting (vor 1500–1536), Führer des Täuferreichs von Münster
- Heinrich Krechting (1501–1580), radikaler Führer der Täuferbewegung
- Josef Kröger (1909–1979), Amtsdirektor des Amtes Schöppingen und Schriftsteller Münsterländer Mundart[7]
- Wilhelm Josef Krechting (geb. 1981), deutscher Schriftsteller